# Tandkas
De tandkas (ook tandrichel, tandrif) is de boog van been waarin de tanden zijn verworteld. De Latijnse term is alveolus dentalis.
De tandkas speelt als passieve articulator een belangrijke rol in de productie van menselijke spraak.